# Clerodendrum obovatum
Clerodendrum obovatum là một loài thực vật có hoa trong họ Hoa môi. Loài này được (Roxb.) Walp. mô tả khoa học đầu tiên năm 1845.